# 157 Dejanira
A 157 Dejanira a Naprendszer kisbolygóövében található aszteroida. Alphonse Louis Nicolas Borrelly fedezte fel 1875. december 1-jén.